# Koczergiszki (okręg wileński)
Koczergiszki (lit. Kačergiškės) − wieś na Litwie, w rejonie wileńskim, 1 km na północ od Duksztów, zamieszkana przez 21 ludzi. 
W II Rzeczypospolitej wieś Koczergiszki należała do powiatu wileńsko-trockiego w województwie wileńskim.